# Râul Valea Rea, Brebu
- Pentru alte râuri omonime, vedeți pagina de dezambiguizare Valea Rea.

Râul Valea Rea este un curs de apă, afluent al râului Brebu. 

## Hărți
- Harta Munților Grohotiș [nefuncțională – arhivă]
- Harta județului Prahova